# Marché d'intérêt national de Nantes

Le marché d'intérêt national de Nantes est un marché d'intérêt national (MIN) situé au 71 boulevard Alfred-Nobel à Rezé, dans la banlieue sud de Nantes, dans le département de Loire-Atlantique en France.
Il constitue le principal marché de gros de produits alimentaires de la région nantaise, ainsi que le deuxième MIN de France, après celui de Rungis, par son chiffre d’affaires et le volume de marchandises traité.

## Historique

### Les origines
La création du Min de Nantes fut décidé par décret no 65-671 du 10 août 1965. À cette date, il occupait le rez-de-chaussée du palais du Champ de Mars, vaste halle d'exposition (aujourd'hui disparue) situé avenue Jean-Claude-Bonduelle, à proximité immédiate de l'usine LU (actuel Lieu unique) et de la gare de Nantes (d'où le nom de « marché-gare » que celui-ci portait avant son déménagement).
L'installation d'un marché de gros dans le quartier du Champ de Mars, à l'est de l'île Gloriette, près du centre-ville de Nantes, remonte à 1903, à la suite du transfert du marché aux légumes de la place Duchesse-Anne (à proximité du château des ducs de Bretagne) dans un bâtiment en bois situé avenue Carnot, où se côtoieront alors maraîchers, négociants et particuliers.
En 1938, l'édifice en bois est remplacé par le palais du Champ-de-Mars, une vaste structure en béton qui, outre le marché de gros aux légumes et aux fruits, abrite aussi désormais la poissonnerie municipale dont l'ancien bâtiment situé alors à la pointe amont de l'île Feydeau est détruit en 1940,.
Si les vendeurs de légumes occasionnels sont installés à l’extérieur du palais, les grossistes aménagent des entrepôts dans le quartier environnant afin de développer leur activité. Certains de ces lieux ont été reconvertis de nos jours, comme la salle de sport du « Squash nantais » situé au 20 rue Fouré qui abritait un entrepôt de fruits secs, ou le « restaurant Baron-Lefèvre » se trouvant au 33 rue de Rieux aménagé dans un ancien entrepôt d'agrumes construit en 1936.

### Le transfert sur l'île de Nantes
En 1969, le marché-gare ayant acquis le statut de MIN quatre auparavant est transféré au 58 boulevard Gustave-Roch, à l'ouest de l'île de Nantes, au sud des emprises ferroviaires de la gare de l'État et non loin du quai Président-Wilson où débarquent les fruits et légumes en provenance d’outre-mer. Le choix de cet emplacement sur un terrain de 16 hectares ne doit rien au hasard : il se trouve à la connexion d'infrastructures logistiques, routière, ferroviaire et portuaire, sur l’un des grands axes nord-sud de la ville, et est totalement accessible, notamment pour les semi-remorques (ce qui n'était pas le cas du quartier du Champ de Mars totalement urbanisé).
Les plans de l'ensemble des bâtiments du site, dont la « halle aux poissons » construite en 1968 au no 42 boulevard Gustave-Roch,, ont été élaborés par les architectes Charles Friesé associé à G. Roy.
En 1975, le chiffre d’affaires et le volume de marchandises traité font du Min de Nantes la seconde place après Rungis, position qu'il occupe toujours depuis cette date. 
En 1985, 4 hectares supplémentaires sont alloués au MIN par la Ville. Quatre ans plus tard, un marché aux fleurs – Océane Fleurs – est créé, suivi d'une importante mûrisserie de bananes construite en 1992. Ses bâtiments passent d’une surface de six à dix hectares.
Lorsque le Min ne fonctionne pas le week-end, la halle qui accueille les grossistes de fruits et légumes en semaine, abrite le premier dimanche de chaque mois, une brocante et un vide-dressing attirant 3 000 visiteurs en moyenne pour 150 à 200 exposants.
En septembre 2019, peu avant sa démolition, la halle à marée doit accueillir le festival Scopitone.

### Déménagement à Rezé
Afin d'améliorer l'accès du MIN de Nantes aux poids lourds, Nantes Métropole a décidé d'un troisième transfert de la structure vers le sud de l'agglomération dans la commune de Rezé, boulevard Alfred-Nobel sur le site de la Brosse, situé en bordure du boulevard périphérique près de la « porte de Rezé ». De plus, le parc d'activités Océane Nord sur lequel il est situé se trouve également à proximité des zones de production maraîchère, secteur assurant l'essentiel du chiffre d'affaires du marché.
Le nouveau site s'étend sur 19,4 ha, dont 6,5 ha de surfaces construites et est opérationnel en février 2019. Le Pôle agroalimentaire voisin a une surface de 35 ha dont 7 exclusivement réservés aux TPE-PME. Cet ensemble emploie plus de 2 000 personnes,.
Dessiné par l’architecte Erik Guidice, les toits des nouveaux locaux sont couverts de 32 000 m2 de panneaux photovoltaïques (l’une des plus grandes installations solaires en toiture de l’Ouest de la France) produisant 5 Gwh par an, soit l’équivalent de la consommation en électricité de 2 000 foyers. Le site est doté de 200 places de parking en souterrain.
Le transfert entre les deux sites intervient par quatre phases successives durant chaque week-end du mois de février 2019, avant que le site de l'île de Nantes ferme définitivement ses portes le 4 mars 2019.
La démolition du site de l'île de Nantes débute après le déménagement dès le mois de mars 2019 et s'achève en juin 2020 (seuls la tour à glace et le réservoir d’eau de l’entrée du site sont conservés ; tous deux feront l’objet d’une démarche de transformation pour de nouveaux usages). Jusqu'à mi-2020, des activités transitoires ont occupé également une partie de l’ancien marché aux fleurs afin d’accueillir un pôle d’activités urbaines innovantes, notamment une ferme urbaine temporaire - exploitée par la Sauge (Société d'agriculture urbaine généreuse et engagée).

## Description
EN 2017, le MIN de l'île de Nantes regroupe 100 entreprises, et totalise un chiffre d’affaires de 470 M€ HT. Il emploie plus de 1 100 personnes. 
Il est géré par la Société d'Économie Mixte pour la Construction et la Gestion du Marché d'Intérêt National de Nantes (SEMMINN) dont 56 % des parts sont détenues à parts égales par le département de Loire-Atlantique et Nantes Métropole, tandis que 27,87 % le sont par la Caisse des Dépôts. Le reste des actionnaires se répartissant entre la Chambre d'agriculture de Loire-Atlantique, la Chambre de commerce et d'industrie de Nantes et de Saint-Nazaire, l'Association des Concessionnaires du MIN, la Caisse Locale de Crédit Agricole et quelques personnes privés.
La Présidente de la SEMMINN est Mahel Coppey, conseillère municipale, élue nantaise et vice-présidente de Nantes métropole chargée des déchets, de l’innovation sociale, de l’économie circulaire.
Son activité se répartit sur cinq secteurs :
- les fruits et légumes, représentent plus de la moitié de l'activité du MIN, grâce aux productions maraîchères et arboricoles régionales. Il est également l'une des premières places françaises pour la transformation et la commercialisation de la banane ;
- les produits de la mer, commercialisés dans la « Halle à Marée », est complétée par une plate-forme logistique spécialisée ;
- les fleurs et plantes regroupent au sein du marché « Océane-Fleurs », les grossistes en fleurs coupées, plantes et accessoires. Il comporte également d'importantes bouquetteries industrielles et ateliers de composition ;
- le libre-service de gros et magasins spécialisés approvisionne les cafés, hôtels, restaurants, collectivités et autre commerces de bouche (boucherie, poissonnerie, crèmerie, fromagerie, produits fins, épicerie, etc.) ;
- les services, courtages et transports rassemble de nombreux services commerciaux et administratifs (transports, sociétés de courtage, import-export, bureaux de vente). Le MIN est, en outre, le siège de plusieurs organisations professionnelles..

## Coordonnées des lieux mentionnés
1. ↑  Site du palais du Champ de Mars : 47° 12′ 44″ N, 1° 32′ 42″ O
2. ↑  Site de la poissonnerie municipale : 47° 12′ 51″ N, 1° 33′ 09″ O
3. ↑  Site de l'île de Nantes : 47° 12′ 04″ N, 1° 33′ 34″ O
4. ↑  Tour à glace et réservoir d’eau du Min île de Nantes : 47° 12′ 08″ N, 1° 33′ 15″ O
5. ↑  Ancien marché aux fleurs du Min île de Nantes : 47° 12′ 03″ N, 1° 33′ 51″ O